# 1657 год в литературе

## Новые книги
- «Комический роман» Поля Скаррона
- «Иной свет» (L’Autre monde): «Иной свет, или государства и империи Луны» (Histoire comique des États et Empires de la Lune) Сирано де Бержерака
- Трактат «О расчётах при игре в кости», одно из первых исследований в области теории вероятностей, Христиана Гюйгенса.
- Лондонская Полиглотта, шеститомное издание Библии в виде полиглотты на 9 языках, выпущенное в Лондоне в 1654—1657 годах.
- Трактат «Практика театра» (Pratique du Théâtre) Д’Обиньяка.
- Трактат «Дискурс природы, канцелярий и мер дружбы» (Discourse of the Nature, Offices and Measures of Friendship) Джереми Тейлора.
- 3-я  часть «Критикона» Бальтасара Грасиана.

## Пьесы
- Трагедия «Береника» (Bérénice) Тома Корнеля.
- Трагедия «Смерть ммператора Коммода» (La Mort de l’empereur Commode) Тома Корнеля.
- Драма «Екатерина Грузинская» Андреаса Грифиуса.
- Неолатинская пьеса «Филидоний» Франциска Ван Ден Эндена.

## Родились
- 11 февраля — Бернар Ле Бовье де Фонтенель, французский писатель и поэт (умер в 1757 году)
- 6 марта — Августа Магдалена Гессен-Дармштадтская, гессенская принцесса, поэтесса и переводчик (умерла в 1674 году)
- 24 марта — Араи Хакусэки, японский политический и государственный деятель, литературовед, поэт (умер в 1725 году)
- 26 ноября — Уильям Дерем, английский естествоиспытатель и священнослужитель, автор трудов «Artifical Clockmaker» («Искусственный часовщик»), «Физико-теология», «Астро-теология» и «Христо-теология» и др. (умер в 1735 году)
- 5 декабря — Христиан Кельх, эстонский историк германского происхождения, автор «Истории Лифляндии» (умер в 1710 году)
- 30 декабря — Луи-Антуан Руффи, французский историк, автор трудов по истории Марселя (умер в 1724 году)

## Без точной даты
- Эверт Избрант Идес, голштинский торговец, автор книги о путешествии через Сибирь (умер в 1708 году)
- Боборахим Машраб, классик узбекской литературы, поэт и мыслитель (умер в 1711 году)
- Франц Элаль Савастано, итальянский иезуит, поэт (умер в 1717 году)
- Мэтью Тиндал, английский писатель (умер в 1733 году)
- Хаттори Дохо, японский поэт (умер в 1730 году)

## Скончались
- 7 марта — Хаяси Радзан, японский философ и поэт (род. 1583 году)
- 13 апреля — Сильвестр Косов, епископ, теолог, духовный писатель Речи Посполитой.
- 17 июня — Генрих Шталь, священник и церковный писатель, основатель эстонской церковной литературы и письменного языка.
- 26 сентября — Эскиль Петреус, шведско-финский богослов, филолог, писатель (родился в 1593 году)
- 6 октября — Кятиб Челеби, османский учёный, историк и писатель (родился в 1609 году)
- 9 октября — Бернабе Кобо, испанский историк, иезуитский миссионер и писатель (родился в 1580 году)
- 19 ноября — Теодор Троншен, швейцарский протестантский богослов и духовный писатель (родился в 1582 году)
- 26 ноября — Манассе бен-Израиль, устроитель первой в Голландии еврейской типографии (родился ок. 1604 году).

## Без точной даты
- Виллем Бонтеке, голландский путешественник и мемуарист (родился в 1587 году).
- Варлаам (митрополит Молдавский), издатель первой печатной книги на румынском языке («Казания» — «Cartea românească de învăţătură» 1643).
- Ричард Лавлейс, английский поэт (родился в 1617 году)
- Павел Странский, чешский историк и писатель.
- Джунье Палмотич, хорватский поэт и драматург (родился в 1607 году)